# Civilization VI: Rise and Fall
Sid Meier's Civilization VI: Rise and Fall est la première extension du jeu vidéo de stratégie au tour par tour Civilization VI. Elle est sortie le 8 février 2018. Elle apporte de nouvelles mécaniques de jeu ainsi que de nouvelles civilisations et dirigeants.

## Système de jeu

### Nouveautés
L'extension Rise and Fall ajoute au jeu original 8 nouvelles civilisations et 9 dirigeants (voir ci-dessous), ainsi que leurs unités et infrastructures spéciales. De plus, 4 nouvelles unités (Forces spéciales, Convoi de ravitaillement, Pique et tir et Drone) sont implémentées, en étant accessibles à toutes les civilisations jouables. La diplomatie se trouve améliorée, avec la diversification des alliances, qui peuvent désormais être économiques, scientifiques, culturelles, religieuses ou militaires, ou même être formées en urgence (alliance de courte durée contre une menace qu'elle soit nucléaire, religieuse, ou qu'il s'agisse d'une civilisation trop puissante...).
Cependant, les plus grandes modifications interviennent dans la gestion des villes et de l'empire. En effet, l'extension présente 15 nouvelles merveilles, 7 naturelles et 8 constructibles (Base antarctique Amundsen-Scott, Casa de Contratación, Cathédrale St-Basile, Kilwa Kisiwani, Kōtoku-in, Statue de la liberté, Taj Mahal et Temple d'Artémis), deux nouveaux quartiers (La place de la gouvernance, Le parc aquatique) et trois nouvelles ressources de luxe (Ambre, Olives, Tortues). Les gouverneurs au nombre de neuf, qui peuvent être recrutés et améliorés, permettent de spécialiser les villes, alors qu'un nouveau système de loyauté gère ces derniers, les villes et les ressources. Enfin, les ères, qui sont une succession d'âges d'or et sombres, rythment le jeu.

### Civilisations
| Civilisation | Compétence de la civilisation | Unités spéciales    | Infrastructures spéciales | Dirigeant    | Compétence du dirigeant                  | Intentions              | Capitale       |
| ------------ | ----------------------------- | ------------------- | ------------------------- | ------------ | ---------------------------------------- | ----------------------- | -------------- |
| Corée        | Les trois royaumes            | Hwacha              | Seowon                    | Seondeok     | Hwarang                                  | Cheomseongdae           | Gyeongju       |
| Cris         | Nîhithaw                      | Okichitaw           | Mekewap                   | Poundmaker   | Termes favorables                        | Iron Confederacy        | Mikisiw-Wacihk |
| Écosse       | Lumières écossaise            | Highlanders         | Terrain de golf           | Robert Bruce | Bannockburn                              | Fleur de l'Ecosse       | Stirling       |
| Géorgie      | L'union fait la force         | Khevsourètes        | Tsikhe                    | Tamar        | Gloire du monde, du royaume et de la foi | Forteresse de Narikala  | Tbilisi        |
| Inde         | Dharma                        | Varu                | Bâoli                     | Chandragupta | Arthashâstra                             | Empire maurya           | Patna          |
| Pays-Bas     | Grote Rivieren                | De Zeven Provinciën | Polder                    | Wilhelmine   | Radio Oranje                             | Billionaire             | Amsterdam      |
| Mapuches     | Toqui                         | Malón               | Chemamull                 | Lautaro      | Faucon rapide                            | Esprit de Tucapel       | Ngulu Mapu     |
| Mongolie     | Örtöö                         | Keshik              | Ordo                      | Gengis Khan  | Horde mongole                            | Seigneur cavalier       | Karakorum      |
| Zoulous      | Isibongo                      | Impi                | Ikanda                    | Chaka        | Amabutho                                 | Corne, Flancs, Poitrine | Ulundi         |

## Accueil
Sid Meier's Civilization VI: Rise and Fall a reçu en général de bonnes critiques, avec un score de 79% sur Metacritic.